# Michel Lambert (compositeur)
Pour les articles homonymes, voir Michel Lambert et Lambert.
Michel Lambert, né en 1610 à Champigny-sur-Veude et mort le 29 juin 1696 à Paris, est un maître de chant, théorbiste et compositeur baroque français.

## Biographie
Michel Lambert reçoit sa formation musicale comme enfant de chœur à la chapelle de "Monsieur", Gaston d'Orléans, frère de Louis XIII. Il est également élève de Pierre de Nyert. Depuis 1636, il est connu comme professeur de chant. Il épouse en 1641 la cantatrice Gabrielle Dupuis qui décède subitement un an après ; leur fille Madeleine Dupuis deviendra la femme de Jean-Baptiste Lully. Et Lambert se remarie avec la sœur cadette de Gabrielle, Hilaire.
En 1651, il apparaît comme danseur dans un ballet donné à la cour de Louis XIV. À partir de 1656, sa réputation comme compositeur est établie et ses compositions sont régulièrement imprimées. Il compose surtout des airs sur des poèmes de Benserade et Quinault. C'est le plus fécond compositeur d'airs de la seconde moitié du XVIIe siècle.
En 1661, il succède à Jean de Cambefort comme maître de musique de la chambre du roi (où son gendre Lully est le surintendant de la musique) et il conservera cette charge jusqu'à sa mort. Il meurt le 29 juin 1696 à Paris et il est inhumé dans le tombeau de la famille Lully-Lambert en l'église Notre-Dame-des-Victoires à Paris.
Son rôle de maître de chant et compositeur d'air dramatique a contribué à l'éclosion de l'opéra français. En tant que maître de chant, il jouissait d'une réputation qu'attestent de nombreux témoignages de l'époque (parmi lesquels ceux de la chanteuse Anne Chabanceau de La Barre, Perrin, Le Cerf de la Viéville). Titon du Tillet évoque pour sa part les concerts donnés dans sa maison de Puteaux, pendant lesquels Lambert s'accompagnait lui-même au théorbe.

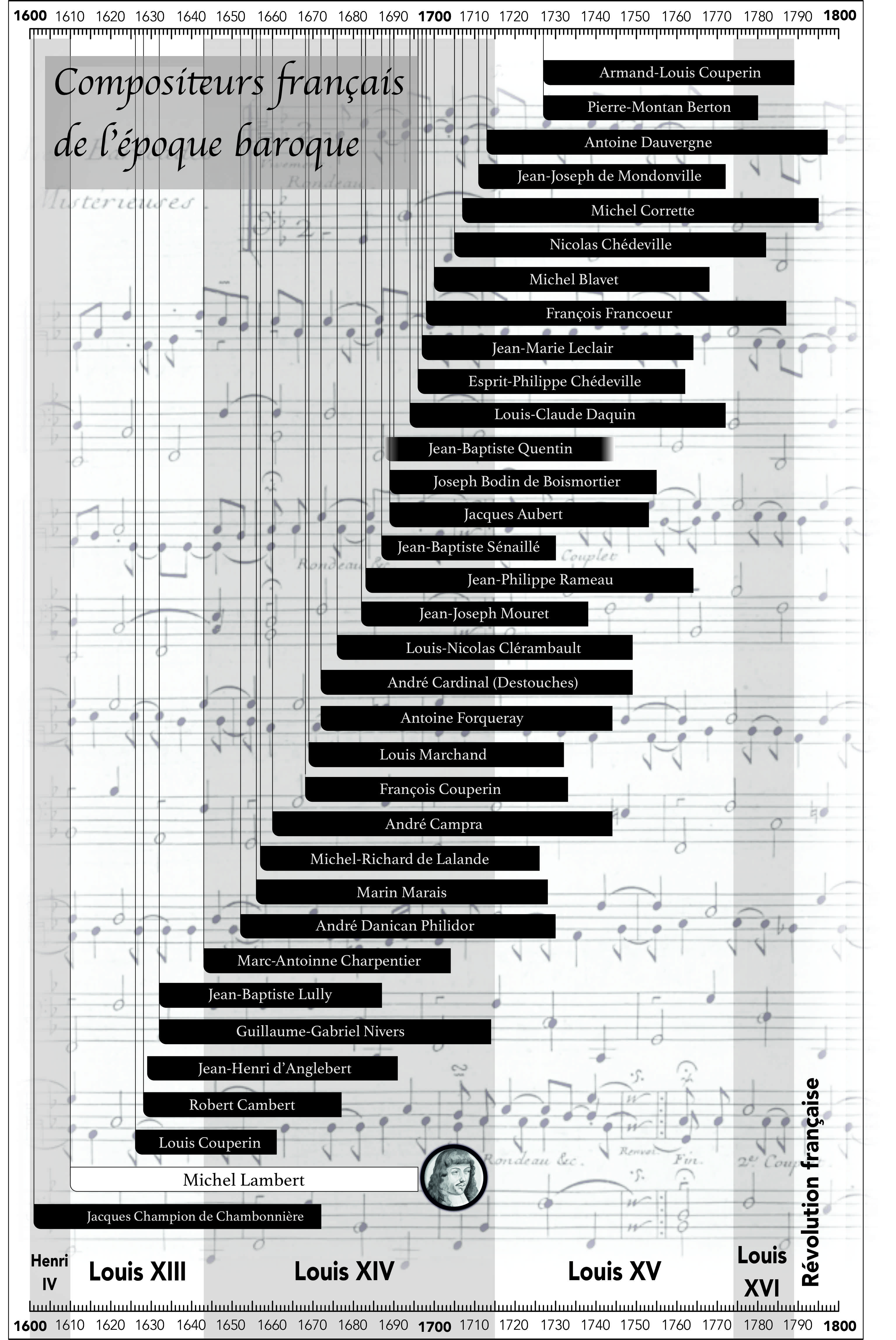
Michel Lambert au début de la période baroque parmi ses contemporains français.

## Œuvres
- Airs du sieur Lambert, Paris, Charles de Sercy (1660)
- Airs de Monsieur Lambert non Imprimez, manuscrit, Paris, (vers 1692)
- Pièces en trio pour les violons, flûtes ou hautbois, Amsterdam, Estienne Roger (1700)
- 9 Leçons de Ténèbres pour voix et basse continue manuscrit (1662-1663)
- 9 Leçons de Ténèbres pour voix et basse continue manuscrit (1689)
- Miserere

## Citations
Lors du mariage du duc de Chevreuse, le 6 février 1667, le chroniqueur Charles Robinet écrivit cet éloge :
« Et Lambert, dedans ce Régale,

Mélant un plat de son Métier

Sceut si noblement marier

Sa Voix et son Théorbe ensemble

(Et je croi l'ouir, ce me semble),

Que ses Auditeurs ébaudis

Se creurent dans le Paradis. »

## Discographie sélective
- Airs de cour (1689), Les Arts florissants, dir William Christie, Harmonia Mundi, 1992, 1 CD.
- 9 Leçons de Ténèbres (cycle de 1689), Ivete Piveteau (direction, clavecin et orgue positif), Noémi Rime (soprano), Nathalie Stutzmann (contralto), Charles Brett (haute-contre), Howard Crook (ténor), Virgin Classics, 1989, 2 CD.
- Miserere, Les Demoiselles de Saint-Cyr, dir. Emmanuel Mandrin, Ambronay, 2009, 1 CD.
- Neuf Leçons de Ténèbres (cycle de 1662, 1663), Marc Mauillon, Harmonia Mundi 2018, 2 CD.
- 3 Leçons de Ténèbres du Mercredi Saint (1662, 1663), Monique Zanetti, soprano, Ensemble Les Temps Présents, Aeolus 2021, 1 SACD

## Source
- Musicologie.org, source essentielle de cet article